# 헤이-뷔노 바리야 조약
헤이-뷔노-바리야 조약(Hay–Bunau-Varilla Treaty)은 파나마 운하를 개설하기 위해 1903년 11월 18일에 미국과 파나마사이에 체결된 조약이다.